# Prešern
Prešern je priimek več znanih Slovencev:
- Alojz Prešern (1920—2015), metalurg
- Benjamin Prešern, pozavnist
- Dušan Prešern (*1935), metalurg, zbiralec ljudskega izročila (kulturne dediščine)
- Franc Prešern (1913—1994), smučarski tekač
- Igor Prešern (1920—2002), novinar in urednik
- Ivanka Kraševec Prešern (*1941) pevka, slikarka
- Ivan Prešern - Žan (*1945), glasbenik trobentač, skladatelj/aranžer zabavne glasbe in slikar
- Jakob Prešern (1888—1975), pravnik, potopisec, pisatelj, fotograf
- Lidija Prešern (1929—2010), plavalni trener in športni pedagog
- Metka Prešern Štrukelj, zdravnica (rehabilitacijska)
- Mitja Prešern (1927—1995), plavalni trener, športni pedagog in novinar
- Saša (Aleksander, Sandi) Prešern (*1951), slovenski fizik
- Simon Prešern, trgovec z minerali (sodeloval z Zoisom in ugotovil, da mineral, ki ga je 1805 odkril na Svinški planini (Saualpe), še ni poznan (poimenovali so ga zaualpit, kasneje Zoisit)
- Taja Prešern, smučarka
- Vasilij Prešern (*1947), metalurg, inovator, gospodarstvenik
- Vlasta Prešern, učiteljica kljekljanja